# Vitalij Savin
Vitalij Anatoljevitj Savin (ryska: Виталий Анатольевич Савин), född den 23 januari 1966 i Qaraghandy, Kazakiska SSR, Sovjetunionen, är en sovjetisk friidrottare inom kortdistanslöpning.
Han tog OS-guld på 4 x 100 meter stafett vid friidrottstävlingarna 1988 i Seoul. 